# نوط الاستحقاق العالي
نوط الأستحقاق العالي، نوط (وسام استحقاق) عراقي كان يمنح في الفترة بين 1991 و2003 .بمرسوم جمهوري للعسكريين والمدنيين الذين يقومون بأعمال مجيدة ذات طبيعة غير قتالية.

## قرار استحداث نوط الاستحقاق العالي
استحدث هذا النوط بالقرار التشريعي رقم407 للعام 1991 الصادر عن مجلس قيادة الثورة العراقي، الذي اقتضى منح هذا النوط «للعسكريين والمدنيين الذين يقومون بأعمال مجيدة ذات طبيعة غير قتالية، تكسب الوطن والشعب والأمطة عزاً وحصانة ومرتبة وطنية أو قومية أعلى أو اقتداراً إضافياً لمواجهة العدوان على الوطن والشعب أو حل معضلات أو القيام بواجبات في ميدان البناء من طراز إبداعي وبمستوى تضحية عال في شتى ميادين الحياة في ظروف الحرب أو السلم»، ولهذا النوط مكانة اعتبارية توازي مكانة نوط الشجاعة.

## روابط خارجية
- صورة الوسام على موقع ميداليات